# Als die Liebe laufen lernte. Die Aufklärungsrolle
Als die Liebe laufen lernte. Die Aufklärungsrolle ist ein deutscher Kompilationsfilm zum Thema sexuelle Aufklärung von Michael Strauven aus dem Jahr 1988. Der Untertitel Die Aufklärungsrolle wird zuweilen vorangestellt.

## Produktionsnotizen
Der Film- und Fernsehjournalist Michael Strauven stellte mit Unterstützung des Produktionsleiters Manfred Breuersbrock aus 31 Filmen von 1966 bis 1980 sowie einigen Wochenschau-Ausschnitten einen Kompilationsfilm zusammen. Zu sehen sind unter anderem Andrea Rau und Oswalt Kolle, aber auch Peter Alexander in einem der Lümmel-Filme. Breiten Raum nehmen die innerhalb der Filme geäußerten, pointierten Ansichten zum Thema Sex ein.
Als die Liebe laufen lernte kam ein Jahr nach dem erfolgreichen Rendezvous unterm Nierentisch (1987) am 23. Juni 1988 in die Kinos und bediente den gleichen Humor. Die Kinozuschauer amüsierten sich über überholte Rollenbilder und veraltete Sprache. Die Erstausstrahlung im Fernsehen erfolgte am 29. Dezember 1996 beim Sender Vox.

## Kritiken
Zu einer Zeit, als die Sexwelle bereits Vergangenheit war, löste diese erste Wiederbegegnung mit den einschlägigen Streifen ein beachtliches mediales Echo aus.
Noch bevor der Film im Kino erschien, schrieb Wolfgang Röhl am 9. Juni 1988 zur Thematik einen ausführlichen Artikel in der Zeitschrift Stern. Der Schlachtenlärm der Sex-Revolte erscheine heute unendlich fern, doch seinerzeit habe er die Republik erregt und gespalten. Helga habe eine Lawine losgetreten, doch viele Filme, die damals so pikant erschienen, hätten nicht mehr geboten „als die Belehrsamkeit älterer, total unsexy dreinblickender Profis sowie undeutliche Bilder.“ Die Aufklärer hätten irgendwie ihren Gegnern geglichen: „Immer wollten sie uns belehren, bequatschen, uns sagen, was wir zu tun hätten – Saubermänner auch sie.“
Frauke Hanck schrieb am 23. Juni 1988 in der tz, Strauvens Montage sei Erinnerungsarbeit mit durchaus gegenwärtigem Spiegelbild-Effekt: „Man staunt und lacht – wieder, neu, anders – über die unfreiwillige Komik, die aus dem Krampf der Verklemmung im körperlichen, sinnlich-seelischen und folglich sprachlichen Umgang mit Sexualität und Erotik resultiert(e). Aber auch ein Hauch von Melancholie und Ernst zwischen der Komik: AIDS hat die Freiheit von damals überholt.“
Bodo Fründt bemerkte am  25. Juni 1988 in der Süddeutschen Zeitung, den Produzenten sei es schon damals bei aller unfreiwilligen Komik mehr auf das Kassenergebnis angekommen: „Nackt zieht immer.“ Das eingeschobene Dokumentarmaterial um den Zeitgeist zu dokumentieren wirke „auch bei Strauven ebenso als vorgeschobenes Alibi wie die Herren im weißen Kittel in den alten Filmen.“ Somit kratze auch Die Aufklärungsrolle kaum an der Fassade des gesellschaftlichen Normen-Gebäudes.
Mathias Schreiber vertrat am 6. Juli 1988 in der FAZ die Ansicht, die heutige AIDS-Gefahr verkläre eigentümlich den Blick „auf die durch diesen Film geretteten Dokumente des Aufbruchs in abenteuerliche Libido-Reiche.“ Der Kino-Erfolg der Aufklärungsrolle sei insofern eine ambivalente Mischung aus Sex-Jux und Sex-Nostalgie. Die Deutschen trenne heute von Helga eine Welt. Dies zeige sich nicht zuletzt an der alltäglichen Redeweise, die nicht mehr die Sprache verhinderter Pastoren sei.
Wolfgang Brenner übte unter der Überschrift Kolle-Koller im tip 14/88 rückblickend grundsätzliche Kritik an der Aufklärungswelle. Mit Ausnahme einiger obskurer Konservativer hätten alle verstanden, was die Stunde geschlagen hatte: „Jeder war gefordert, seit dem Zweiten Weltkrieg und dem Wiederaufbau hatte es keine ähnliche Aufgabe für den verantwortungsbewußten Patrioten mehr gegeben.“ In der Zwischenzeit habe Bonn in aller Seelenruhe an den Notstandsgesetzen  basteln können.